# Aleksandrs Stradiņš
Aleksandrs Stradiņš (15 ottobre 1968) è un ex calciatore lettone, di ruolo difensore.

## Carriera

### Club
Ha cominciato la carriera con il RAF Jelgava, una delle poche squadre lettoni a disputare i campionati nazionali sovietici. Passò quindi allo Skonto dove rimase per tre stagioni (tranne una breve parentesi in Russia con l'Asmaral), vincendo l'ultimo campionato sovietico lettone e i primi due campionati lettoni.
Dopo una breve parentesi in Ucraina, tornò in patria al Pardaugava. Seguì una nuova parentesi all'estero, con il Frankwell; dal 1995 al 1998 giocò in patria, cambiando tre squadre: Vilan-D, Daugava Riga e Ventspils.
Seguirono due stagioni in Lituania, all'FBK Kaunas (all'epoca noto come Žalgiris Kaunas), chiudendo, infine, la propria carriera nel Metalurgs Liepāja.

### Nazionale
Prese parte al primo storico incontro della Lettonia dopo la ritrovata amichevole, l'amichevole contro la Romania disputata l'8 aprile 1992; giocò solo il primo tempo, venendo sostituito all'inizio della ripresa da Romāns Sidorovs.
Tra il 1992 e il 1997 totalizzò 19 presenze in nazionale, senza mettere a segno reti.

## Statistiche

### Cronologia presenze e reti in Nazionale
| Cronologia completa delle presenze e delle reti in nazionale ― Lettonia | Cronologia completa delle presenze e delle reti in nazionale ― Lettonia | Cronologia completa delle presenze e delle reti in nazionale ― Lettonia | Cronologia completa delle presenze e delle reti in nazionale ― Lettonia | Cronologia completa delle presenze e delle reti in nazionale ― Lettonia | Cronologia completa delle presenze e delle reti in nazionale ― Lettonia | Cronologia completa delle presenze e delle reti in nazionale ― Lettonia | Cronologia completa delle presenze e delle reti in nazionale ― Lettonia |
| Data                                                                    | Città                                                                   | In casa                                                                 | Risultato                                                               | Ospiti                                                                  | Competizione                                                            | Reti                                                                    | Note                                                                    |
| ----------------------------------------------------------------------- | ----------------------------------------------------------------------- | ----------------------------------------------------------------------- | ----------------------------------------------------------------------- | ----------------------------------------------------------------------- | ----------------------------------------------------------------------- | ----------------------------------------------------------------------- | ----------------------------------------------------------------------- |
| 8-4-1992                                                                | Bucarest                                                                | Romania                                                                 | 2 – 0                                                                   | Lettonia                                                                | Amichevole                                                              | -                                                                       | 46’                                                                     |
| 26-5-1992                                                               | Attard                                                                  | Malta                                                                   | 1 – 0                                                                   | Lettonia                                                                | Amichevole                                                              | -                                                                       | Ammonizione                                                             |
| 10-7-1992                                                               | Liepāja                                                                 | Lettonia                                                                | 2 – 1                                                                   | Estonia                                                                 | Coppa del Baltico 1992                                                  | -                                                                       |                                                                         |
| 12-7-1992                                                               | Liepāja                                                                 | Lettonia                                                                | 2 – 3                                                                   | Lituania                                                                | Coppa del Baltico 1992                                                  | -                                                                       |                                                                         |
| 12-8-1992                                                               | Riga                                                                    | Lettonia                                                                | 1 – 2                                                                   | Lituania                                                                | Qual. Mondiali 1994                                                     | -                                                                       | 5’                                                                      |
| 26-8-1992                                                               | Riga                                                                    | Lettonia                                                                | 0 – 0                                                                   | Danimarca                                                               | Qual. Mondiali 1994                                                     | -                                                                       | 63’                                                                     |
| 23-9-1992                                                               | Riga                                                                    | Lettonia                                                                | 0 – 0                                                                   | Spagna                                                                  | Qual. Mondiali 1994                                                     | -                                                                       | 69’                                                                     |
| 28-10-1992                                                              | Vilnius                                                                 | Lituania                                                                | 1 – 1                                                                   | Lettonia                                                                | Qual. Mondiali 1994                                                     | -                                                                       |                                                                         |
| 11-11-1992                                                              | Tirana                                                                  | Albania                                                                 | 1 – 1                                                                   | Lettonia                                                                | Qual. Mondiali 1994                                                     | -                                                                       |                                                                         |
| 18-11-1992                                                              | Iława                                                                   | Polonia                                                                 | 1 – 0                                                                   | Lettonia                                                                | Amichevole                                                              | -                                                                       | 46’                                                                     |
| 16-12-1992                                                              | Siviglia                                                                | Spagna                                                                  | 5 – 0                                                                   | Lettonia                                                                | Qual. Mondiali 1994                                                     | -                                                                       |                                                                         |
| 20-2-1993                                                               | Vantaa                                                                  | Lettonia                                                                | 1 – 2                                                                   | Lituania                                                                | Amichevole                                                              | -                                                                       |                                                                         |
| 21-2-1993                                                               | Vantaa                                                                  | Lettonia                                                                | 2 – 0                                                                   | Estonia                                                                 | Amichevole                                                              | -                                                                       | 60’                                                                     |
| 14-8-1996                                                               | Riga                                                                    | Lettonia                                                                | 0 – 0                                                                   | Finlandia                                                               | Amichevole                                                              | -                                                                       | 28’ 60’                                                                 |
| 1-9-1996                                                                | Riga                                                                    | Lettonia                                                                | 1 – 2                                                                   | Svezia                                                                  | Qual. Mondiali 1998                                                     | -                                                                       | 28’                                                                     |
| 14-2-1997                                                               | Paralimni                                                               | Cipro                                                                   | 2 – 0                                                                   | Lettonia                                                                | Torneo internazionale di Cipro                                          | -                                                                       |                                                                         |
| 15-2-1997                                                               | Dherynia                                                                | Lettonia                                                                | 1 – 0                                                                   | Lituania                                                                | Torneo internazionale di Cipro                                          | -                                                                       | 74’                                                                     |
| 17-2-1997                                                               | Dherynia                                                                | Polonia                                                                 | 3 – 2                                                                   | Lettonia                                                                | Torneo internazionale di Cipro                                          | -                                                                       | 60’                                                                     |
| 30-4-1997                                                               | Riga                                                                    | Lettonia                                                                | 2 – 0                                                                   | Bielorussia                                                             | Qual. Mondiali 1998                                                     | -                                                                       | 82’                                                                     |
| Totale                                                                  |                                                                         | Presenze                                                                | 19                                                                      |                                                                         | Reti                                                                    | 0                                                                       |                                                                         |

## Palmarès

### Club
- Campionato lettone: 2

Skonto Rīga: 1992, 1993
- Coppa di Lettonia: 1

Skonto Rīga: 1992
- Campionato sovietico lettone: 1

1991

### Nazionale
- Coppa del Baltico: 5

1993, 1995, 2003, 2005, 2008